# Facetotecta
Facetotecta behoren tot de kreeftachtigen. De leden van deze infraklasse zijn enkel bekend als larven.

## Beschrijving
Meer dan 100 jaar geleden werd een nieuwe schaaldierlarve gevonden in marien plankton door Hansen. Het volwassen stadium is echter tot nog toe niet gevonden.
Van de Facetotecta zijn enkel de nauplius en cypris stadia bekend. De nauplii bestaan uit een kop met drie paar aanhangsels (eerste antenne, tweede antenne en maxilla) en een telson. Het cypris stadium (y-cypris genaamd) draagt een groot kopschild waarvan de typische facetten de naam van de infraklasse bepalen.

## Levenswijze
Aangezien nog geen volwassen vormen werden ontdekt is de levenswijze ervan eerder speculatief. Onlangs werden door Glenner et al Facetotecta y-cypris larven echter tot metamorfose geïnduceerd in vitro. Ze vervelden tot een slakachtig stadium dat ypsigon werd genaamd vanwege de vele gelijkenissen met de vermigon van de Rhizocephala.
Deze bevinding heeft verschillende interessante implicaties. Allereerst wijst het ontstaan van de ypsigon sterk op een endoparasitaire levensstijl van de nog onbekende volwassen Facetotecta. Dit zou kunnen verklaren waarom volwassen exemplaren dusver niet zijn ontdekt. De wijde verspreiding van y-nauplii wijst op een zeer algemeen gastheerorganisme of groep van organismen.
Een andere implicatie van de resultaten van Glenner et al. heeft betrekking op het fenomeen van convergentie. Verschillende graden van parasitisme zijn onafhankelijk geëvolueerd in verschillende Thecostraca taxa, en dit is misschien niet zo verwonderlijk, gezien het feit dat het uitgangspunt een sessiele levensvorm is op diverse ondergronden, met inbegrip van andere dieren.

## Soorten
Elf soorten zijn al geïdentificeerd maar tientallen soorten wachten nog op beschrijving:
- Hansenocaris acutifrons Itô, 1985
- Hansenocaris corvinae Belmonte, 2005
- Hansenocaris furcifera Itô, 1989
- Hansenocaris itoi Kolbasov & Høeg, 2003
- Hansenocaris leucadea Belmonte, 2005
- Hansenocaris mediterranea Belmonte, 2005
- Hansenocaris pacifica Itô, 1985
- Hansenocaris papillata Kolbasov & Grygier, 2007
- Hansenocaris rostrata Itô, 1985
- Hansenocaris salentina Belmonte, 2005
- Hansenocaris tentaculata Itô, 1986